# تزييف
يُعَدّ التزوير أو التزييف أو التقليد أو التلفيق من جرائم ذوي الياقات البيضاء، ويشير عامةً إلى التغيير في صك قانوني مع وجود نيّة واضحة لخداع شخص ما (دون الشخص نفسه)، وقد تَحظُر بعض السلطات القضائية التلاعُب بصكوك قانونية معينة، ولكن مثل هذه الجريمة لا تتعلق بالتزييف ما لم يتم استخدام الصك القانوني المزوّر فعليًا في سياق الجريمة للاحتيال على شخص أو كيان آخر، ولا يُعتَبَر النسخ تزييفًا، على الرغم من أنه قد يُصبح كذلك عند التحريف المُتَعمَّد والمقصود.
يتعلق التزييف أساسًا بالأشياء المنتجة أو المزوّرة، وعندما يكون الاهتمام الرئيسي في التزوير أقل تركيزًا على الشيء نفسه -ما يستحقه أو ما يثبته- مقارنةً بتصريحات الانتقاد الضمنية التي تظهر بردود الأفعال التي يثيرها المنتج لدى الآخرين، حينها تكون العملية الأكبر عبارة عن خدعة.
والجريمة المماثلة للغش هي جريمة تضليل الآخرين، وهذا يتضمن استخدام أشياء مزيفة لتحقيق هذه الغاية، والتزييف أحد أساليب الغش، بما في ذلك سرقة أو انتحال الهوية، وهو أيضًا أحد التهديدات التي تعالجها هندسة الأمن.
في القرن السادس عشر، قام مقلدو أسلوب ألبرخت دورر (Albrecht Dürer) في الرسم بتحسين سوق أعمالهم الخاصة بتوقيعها بـ"AD" مما يجعلهم مزيفين، وفي القرن العشرين، جعل سوق الفن عمليات التزوير مربحة للغاية، حيث يوجد عمليات تزوير واسعة النطاق لفنانين مهمين، كلوحات مرسومة في الأساس من قبل بابلو بيكاسو وبول كلي وهنري ماتيس.
وهناك حالة خاصة من التزوير المزدوج، وهي تزوير لوحات يوهانس فيرمير من قبل هان فان ميجيرين، الذي زُوِّر عمله بدوره من قبل ابنه جاك فان ميجيرين.

## القانون الجنائي

### انكلترا وويلز وايرلندا الشمالية
يعتبر التزوير في كل من إنكلترا وويلز وأيرلندا الشمالية جريمة بموجب المادة 1 من قانون التزييف والتزوير لعام 1981، ويعتبر التزوير من الجرائم ثنائية المحاكمة، ويُدان الشخص المذنب بالتزوير بالسجن لمدة لا تتجاوز عشر سنوات عند الاتهام، وفي المحاكمة المقتضبة (بدون هيئة محلفين) يدان بالسجن لمدة لا تزيد على ستة أشهر، أو بغرامة لا تتجاوز الحد القانوني الأقصى، أو كليهما على حد سواء.
تعتبر جرائم القانون العام للتزييف باطلة لجميع الأمور غير المتعلقة بالجرائم المرتكبة قبل البدء بقانون التزييف والتزوير لعام 1981.

### إسكتلندا
التزوير ليس جريمة رسمية بموجب قانون إسكتلندا، إلا في الحالات التي ينص فيها القانون على خلاف ذلك، وقد أُلغي قانون التزوير الأجنبي الصادر عام 1803 في عام 2013.

### جمهورية أيرلندا
يعتبر التزوير في جمهورية أيرلندا جريمة بموجب المادة 25 (1) من قانون العدالة الجنائية (جرائم السرقة والاحتيال) لعام 2001، ويُدان الشخص المذنب عند الاتهام بالتزوير بالسجن لمدة لا تتجاوز عشر سنوات، أو بالتغريم أو بكليهما.
تُلغى أي جريمة في القانون العام للتزوير، وهذا لا يؤثر على إجراءات ارتكاب أي جريمة من هذا القبيل قبل إبطاله.
باستثناء ما يتعلق بالجرائم المرتكبة قبل بدء قانون العدالة الجنائية (جرائم السرقة والاحتيال) لعام 2001، وفيما عدا الحالات التي يتطلب فيها السياق خلاف ذلك، دون الإخلال بالمادة 65 (4) (أ) من ذلك القانون، يجب أن تُحلَّل الأمور المرتبطة بالتزوير وفقًا لأحكام هذا القانون.

### كندا
التزوير جريمة بموجب المواد 366 و367 و368 من القانون الجنائي الكندي، الجريمة هي جريمة هجينة (ثنائية المحاكمة)، ويكون الحد الأقصى من السجن:
- في المحاكمة المقتضبة: 6 أشهر.
- عند الاتهام: 10سنوات.

### الولايات المتحدة الأمريكية
التزوير جريمة في جميع السلطات القضائية في الولايات المتحدة، سواءً على مستوى الولاية أو على المستوى الفيدرالي، ومعظم الولايات -بما في ذلك ولاية كاليفورنيا- تصف حدوث التزييف عندما يقوم شخص بتغيير وثيقة مكتوبة «بقصد الاحتيال، مع العلم بعدم امتلاكه السلطة للقيام بذلك»، وعادةً ما تكون الوثيقة المكتوبة ذات أهمية قانونية، وتختلف عقوبات التزوير على نطاق واسع، ففي ولاية كاليفورنيا يمكن أن يؤدي التزوير بمبلغ أقل من 950 دولار أمريكي إلى الاتهام بالجنوح بدون السجن، بينما التزوير الذي يتسبب في خسارة أكثر من 500000 دولار أمريكي يمكن أن يؤدي إلى السجن لمدة ثلاث سنوات للتزوير، بالإضافة إلى «تحسين السلوك» لمدة خمس سنوات لمقدار الخسارة، وهذا يسفر لعقوبة ثماني سنوات في السجن، وفي كونيتيكت: يُعاقب التزوير من الدرجة الثالثة، وهو جنحة من الفئة (ب) بالسجن لمدة تصل 6 أشهر، ودفع غرامة قدرها 1000 دولار، وفترة اختبار، بينما يعتبر التزوير من الدرجة الأولى جناية من الفئة (ج)، ويعاقب عليها بالسجن لمدة أقصاها 10 سنوات، أو غرامة تصل إلى 10000 دولار، أو كليهما.

## الفن التوثيقي
قبل اختراع التصوير الفوتوغرافي، كان الناس يستعينون عادةً بالرسامين والنقاشين «لإعادة إنشاء» حدث أو مشهد، وكان على الفنانين تخيُّل ما يجب توضيحه بناءً على المعلومات المتوفرة لديهم حول الموضوع، ولكن بعض الفنانين كانوا يضيفون أو يزيلون بعض العناصر، وفي القرن الثامن عشر على سبيل المثال، كان الأوروبيون يشعرون بالفضول حيال ما كانت تبدو عليه أمريكا الشمالية، وكانوا مستعدين للدفع لرؤية رسومًا تصوّر هذا المكان البعيد، ولهذا قام بعض الفنانين بصنع ما يصوّره، على الرغم أن الكثير منهم لم يغادر أوروبا.

## في الثقافة العامة
- تتحدث رواية " Pierre Grassou" عام 1839 للكاتب الفرنسي أونوريه دي بلزاك عن فنان يعيش على التزييف.[16]
- يتعلّق الفيلم الوثائقي "F for Fake" لأورسن ويلز بالتزوير الفني والأدبي، وفي الفيلم عرض ويلز لقطات عن إلمير دي هوري وهو مزوّر فنّي، ولكليفورد إرفينغ الذي كتب سيرة ذاتية «مأذون بها» لهاورد هيوز، وهذا ما تبين أنه خدعة، وفي حين أن التزييف هو الموضوع الظاهري للفيلم، إلا أنه يتعلق بالفن وصناعة الأفلام ورواية القصص والعملية الإبداعية.[17]
- يدور فيلم السرقة الكوميدي لعام 1966 "How to Steal a Million" حول نيكول بونيه (أودري هيبورن) ومحاولة سرقة قطعة مزيفة لتشيليني صنعها جدها.[18]
- تتحدث رواية "The word" لإرفينغ والاس التي ترجع لعام 1972 عن التزوير الأثري، وعن إيجاد وترجمة الإنجيل المفقود المفترض ليعقوب البار القريب من يسوع المسيح، كجزء من مشروع كبير ليُنشر كإنجيل جديد من شأنه أن يُلهم إعادة إحياء المسيحية، ولكنه ربما سيكون مزيف.[19]
- يستند فيلم ستيفن سبيلبرغ لعام 2002 "Catch Me If You Can" على القصة الحقيقية لفرانك أباغنيل، الذي سرق أكثر من 2.5 مليون عبر التزييف والخداع والاحتيال خلال مسيرته في الجريمة التي استمرّت ست سنوات من 1963 وحتة 1969.[20]
- تستند رواية "The Last Coiner" التي ألفها بيتر م. كيرشو، إلى مآثر مقلدي القرن الثامن عشر، الذين حُكَم عليهم بالإعدام شنقًا.[21]